# آندری آرتئن
آندری آرتئن (انگلیسی: Andrei Artean؛ زادهٔ ۱۴ اوت ۱۹۹۳) بازیکن فوتبال اهل رومانی است.
از باشگاه‌هایی که در آن بازی کرده‌است می‌توان به باشگاه فوتبال ویتورول کنستانتسا اشاره کرد.